# Метенье, Оскар
Оскар Метенье (фр. Oscar Méténier; 17 января 1859, Санкуэн — 9 февраля 1913, Сен-Манде) — французский драматург и прозаик.
Сын полицейского комиссара. Получил образование в коллегии иезуитов, в 18 лет поступил на армейскую службу в артиллерию. Демобилизовавшись, начал работать секретарём в парижском полицейском участке, расположенном у Башни Сен-Жак, и в этом качестве имел возможность наблюдать вблизи быт городского дна и в подробностях изучить язык и нравы самых низов общества. В 1885 г. дебютировал романом «Плоть» (фр. La Chair), в 1887 г. комедия Метенье «В семье» (фр. En famille) стала одной из первых постановок Свободного театра. В 1889 г. Метенье уволился из полиции и полностью посвятил себя литературной работе, активно сотрудничая как с театрами, так и с журналами.
Литературной специальностью Метенье стало натуралистическое изображение самых глубин социального дна методами, наследующими Эмилю Золя. Ему принадлежит около двух десятков пьес, поставленных в различных театрах Парижа, — наибольший резонанс вызвала драма «Мадмуазель Фифи» (фр. Mademoiselle Fifi; 1896, по мотивам новеллы Ги де Мопассана «Пышка»), рассказывавшая о жизни проститутки и на некоторое время запрещённая полицией. Метенье также выступил соавтором Исаака Павловского по переводу и сценической адаптации драмы Льва Толстого «Власть тьмы» (1888). Как прозаик Метенье написал около трёх десятков беллетристических сочинений, а также брошюру о творчестве Аристида Брюана.
В 1897 г. Метенье основал известный парижский театр «Гран-Гиньоль» для наиболее последовательного воплощения на сцене своего идеала натурализма, однако оставался во главе этого проекта лишь на протяжении первого сезона, уступив место Максу Морею, радикально изменившему направление работы театра.